# Carlos Risueño
Carlos Risueño y Mena (Daimiel, 1778-Madrid, 1847) fue un veterinario y militar español.

## Biografía
Alumno de la Real Escuela de Veterinaria ubicada en Madrid, que entonces era una institución de funciones meramente militares, estuvo en varios regimientos, entre ellos el de voluntarios de España. En 1801 lo nombraron mariscal mayor del regimiento de Alcántara y en 1802 pasó al regimiento de Godoy, que actuaba como guardia del mismo, por lo que pudo permanecer mucho tiempo en Madrid y asistió a las clases médicas del Colegio de San Carlos y a las de química y botánica de José Demetrio Rodríguez. 
Durante la guerra de la Independencia pasó al regimiento de voluntarios de Madrid y en 1814 al de Lusitania. 
En 1817 fue nombrado catedrático de patología general y cirugía en la Escuela de Veterinaria, de la que fue separado en 1824 al ser impurificado como liberal manifiesto merced a las intrigas del profesor Segismundo Malats, cuyos libros de texto no utilizaba, si bien logró ser repuesto en el cargo en 1828, llegando a ser director, comandante y protector de la Escuela en 1830. Promovió desde sus cargos, con ayuda de su discípulo Nicolás Casas de Mendoza (1801-1872), la completa reorganización de la carrera, que logró desmilitarizar en 1841; tras esta desmilitarización, fue, sin embargo, nombrado de nuevo director de la Escuela. Puso fin al protoalbeiterato y estructuró un moderno plan de estudios de veterinaria en cinco cursos, encargándose él del tercero de «Patología general y particular, observaciones prácticas e inspección cadavérica». Se dedicó como profesional muy en especial a la clínica equina, y aportó una visión amplia sobre otras materias como la «Zootecnia o arte de cruzar y mejorar las razas». 

## Obras
- Diccionario de Veterinaria y sus ciencias auxiliares, Madrid, Hijos de Catalina Piñuela, 1826-1834, 5 vols.
- Elementos de Patología Veterinaria general y especial: mandados seguir de Orden de S. M. en la enseñanza de los alumnos de la Real Escuela de Veterinaria de Madrid, Madrid, Hijos de Catalina Piñuela, 1834, 2 vols.
- Traducción de Jean Girard, Del vómito accidental en el caballo y otros animales domésticos, y de la rumia, Madrid, F. Villalpando, 1825.